# Robert Henry Hurst
Robert Henry Hurst (1788–1857) fue un político whig inglés . Fue miembro del Parlamento (MP) para Horsham desde 1832 hasta 1841, y desde 1844 hasta 1847. 
Hurst fue elegido para la Cámara de los Comunes en las elecciones generales de 1832 . Fue reelegido en 1835 y 1837, pero no se presentó en las elecciones generales de 1841. Sin embargo, su sucesor conservador Robert Scarlett tuvo éxito en el peerage en 1844, y Hurst fue elegido sin oposición en la elección parcial resultante. No buscó la reelección en 1847. 
Su hijo Robert Henry Hurst (junior) fue luego diputado por Horsham.  
| Parlamento del Reino Unido                                | Parlamento del Reino Unido                     | Parlamento del Reino Unido   |
| --------------------------------------------------------- | ---------------------------------------------- | ---------------------------- |
| Precedido por Conde de Arundel y Nicholas Ridley-Colborne | Miembro del Parlamento por Horsham 1832 – 1841 | Sucedido por Robert Scarlett |
| Precedido por Robert Scarlett                             | Miembro del Parlamento por Horsham 1844 – 1847 | Sucedido por John Jervis     |